# Гликозиламины
Гликозиламины — класс биохимических соединений, состоящих из гликозильной группы, присоединенной к аминогруппе, -NR 2 . Они также известны как N-гликозиды, поскольку представляют собой тип гликозидов. Гликозильные группы могут быть производными углеводов. Гликозильная группа и аминогруппа связаны β-N-гликозидной связью, образуя циклическую связь полуаминального эфира (α-аминоэфир).
Примеры включают нуклеозиды, такие как аденозин.